# All-American Basketball Alliance
La All-American Basketball Alliance (AABA) fue una liga de baloncesto creada en 1977, con la intención de competir con la ya establecida Continental Basketball Association como la principal liga menor en Estados Unidos. Ocho equipos compitieron en la única temporada de la AABA, que constó de 40 partidos y se disputó entre el 6 de enero y el 2 de febrero de 1978.

## Equipos
Los equipos se agruparon en dos divisiones:
División Norte
| Equipo             | Ciudad                    | Entrenador    | Resultados |
| ------------------ | ------------------------- | ------------- | ---------- |
| Rochester Zeniths  | Rochester (Nueva York)    | Mauro Panggio | 10-1       |
| Kentucky Stallions | Louisville (Kentucky)     | Billy Keller  | 7-5        |
| New York Guard     | White Plains (Nueva York) | Andrew Levane | 4-5        |
| Indiana Wizards    | Indianapolis (Indiana)    | Freddie Lewis | 0-8        |

División Sur
| Equipo               | Ciudad                             | Entrenador    | Resultados |
| -------------------- | ---------------------------------- | ------------- | ---------- |
| Carolina Lightning   | Winston-Salem (Carolina del Norte) | Mike Dunleavy | 8-2        |
| Georgia Titans       | Macon (Georgia)                    | Larry Cannon  | 5-3        |
| Richmord Virginians  | Richmond (Virginia)                | n/a           | 3-8        |
| West Virginia Wheels | Wheeling (Virginia Occidental)     | Mike Barr     | 3-8        |

Los Zeniths, con el mejor balance de la liga, se unieron posteriormente a la CBA, competición que ganaron en dos ocasiones.

## Máximos anotadores
| Puesto | Jugador       | Equipo    | Promedio |
| ------ | ------------- | --------- | -------- |
| 1      | Bobby Wilson  | Kentucky  | 26,6     |
| 2      | Eddie Owens   | Rochester | 25,6     |
| 3      | Larry McNeill | New York  | 24,3     |
| 4      | Bob Netolicky | Indiana   | 23,5     |
| 5      | Major Jones   | New York  | 23,0     |